# 答失蛮 (哈剌鲁氏)
答失蛮（波斯語：دانشمند，羅馬化：Danishmand，1258年—1317年），哈剌鲁氏，元朝大臣。
曾祖马马，1211年跟随其部长阿尔思兰至龙居河来朝成吉思汗。马马子阿里，之前已经去世，以其孙哈只为质子。哈只，后事窝阔台为宝儿赤（司膳），以恭谨被窝阔台所信任。从忽必烈取云南、伐南宋，有功，病卒。
答失蛮袭父职为宝儿赤，阿合马秉政，答失蛮上奏其蠹国害民之罪，忽必烈怒斥，不干你事。答失蛮回答世受国恩，岂敢知而不言。其后阿合马倒台，忽必烈赐给他玉环及钞二千五百贯。至元二十四年（1287年），随忽必烈讨乃颜有功，将蒙古女脱脱伦氏嫁给他为妻。忽必烈至杭海，使答失蛮督饷。晋王军缺粮，于是没有奏请给他送米。还军，答失蛮自劾专擅，忽必烈嘉叹不已，赐银、钞有差。至元二十七年（1290年），复立尚书省，答失蛮上疏反对。桑哥伏诛，答失蛮其言应验，诏赐宅第一区。固辞，只接受所赐玉环及只孙服。
元成宗即位，以奉议大夫领供膳司事。元贞元年（1295年），西北叛王将从吐蕃攻入，答失蛮奉命以平章军国重事率兵往讨。便宜总帅发兵千人从行，听其节度。大德初年，掌宿卫事，出入禁中。成宗亲征海都，让他倍道兼行，答失蛮害怕后军不继，请大军集合而后进，成宗同意。擢升为司农丞，进职为司农卿，与其子买奴侍奉皇帝，数月衣不解带。
大德十一年（1307年），成宗崩，答失蛮到野马川迎元武宗即位。元仁宗为皇太子，以答失蛮先朝旧臣，奏为中书参知政事，仍兼司农卿，赐金犀带、七宝笠、珠帽、珠衣、金五百两、田二千亩。元仁宗即位，命他佥宣徽院事，同事都以出纳不谨陷于贪污，答失蛮不参与其事，为官廉洁，政绩卓然。升任宣徽院使，荣禄大夫，侍坐进餐，仁宗问先朝旧事。答失蛮奏对称旨，赐玉带、海东白鹘，命画工在内廷绘像。延祐四年（1317年），去世，年六十岁。赠推诚宣力守正功臣、太保、金紫光禄大夫、上柱国，追封定国公，谥忠亮。
其子买奴，官至河南行省中书平章政事，以斡林学士承旨、荣禄大夫致仕；忻都，官至上都留守，兼本路都总管府达鲁花赤；怯来，官至同知宣徽院事。